# English Rain
English Rain là album phòng thu đầu tay của nữ ca sĩ kiêm sáng tác nhạc người Anh Gabrielle Aplin. Album được phát hành vào ngày 13 tháng 5 năm 2013 bởi hãng đĩa Parlophone. Đây là sản phẩm tiếp sau nhiều đĩa mở rộng mà cô phát hành bởi hãng đĩa tư nhân rải rác từ năm 2010, mà gần đó nhất là đĩa mở rộng Home vào năm 2012.
English Rain được đánh giá tích cực bởi nhiều nhà phê bình âm nhạc và là một thành công về mặt thương mại, khi thu về 35,000 bản trong tuần lễ đầu tiên phát hành tại Anh Quốc và đạt đến vị trí Á quân tại đó và Scotland. Cho đến nay, album đã đạt ngưỡng 100,000 bản tại Anh cùng chứng nhận đĩa Vàng bởi BPI.
Đã có 5 đĩa đơn được phát hành từ album. Đĩa đơn đầu tiên, "The Power of Love" được chính thức phát hành vào tháng 11 năm 2012 sau một lần lộ diện trong một đoạn quảng cáo vào mùa Giáng sinh cùng năm và đạt đến vị trí đầu bảng trên UK Singles Chart. Đĩa đơn thứ 2, "Please Don't Say You Love Me" được phát hành vào tháng 2 năm 2013, đạt đến top 10 tại Anh, Scotland và Úc. 3 đĩa đơn sau, "Panic Cord", "Home" và "Salvation" đều được phát hành trong năm 2013 và đầu năm 2014.

## Bối cảnh thực hiện
Vào ngày 29 tháng 2 năm 2012, Aplin chính thức ký kết hợp đồng thu âm cùng hãng đĩa Parlophone. Cô bắt đầu thu âm album đầu tay của mình vào tháng 3 và dự định phát hành nó vào đầu năm 2013. Đĩa đơn đầu tiên theo hãng đĩa lớn của cô mang tên Please Don't Say You Love Me được dự định phát hành vào ngày 10 tháng 2 năm 2013. Aplin cũng cộng tác cùng nhà sản xuất âm nhạc Mike Spencer. Vào tháng 3 và tháng 4 năm 2012, Aplin thực hiện lưu diễn quảng bá Home vòng quanh Anh Quốc.
Aplin cũng tham gia vào phần nhạc nền cho một chương trình quảng cáo trên truyền hình trong mùa Giáng sinh của John Lewis vào năm 2012, nơi cô trình bày lại bài hát The Power of Love của Frankie Goes to Hollywood. Trong một cuộc phỏng vấn, cô chia sẻ rằng: "Tôi lo sợ mọi người ghét mình vì họ đã quá gắn bó với đĩa đơn gốc. Thế nhưng khi gặp mặt Holly Johnson, tôi được nghe ông nói nhiều điều dễ mến về việc tôi trình bày lại bài hát của ông."
Vào ngày 12 tháng 12 năm 2012, Aplin hé lộ tựa đề English Rain của album, cùng với đồ họa của album và việc ấn định phát hành vào ngày 29 tháng 4 năm 2013, mà sau cùng phải bị hoãn lại khoảng 2 tuần trước khi phát hành chính thức.

## Tiếp nhận

### Đánh giá chuyên môn
| Đánh giá chuyên môn | Đánh giá chuyên môn |
| Nguồn đánh giá      | Nguồn đánh giá      |
| Nguồn               | Đánh giá            |
| ------------------- | ------------------- |
| Allmusic            | [ 8 ]               |
| Digital Spy         | [ 9 ]               |
| The Guardian        | [ 10 ]              |
| Red Online          | (vô cùng tích cực)  |
| Counter Act         | [ 12 ]              |
| FemaleFirst         | [ 13 ]              |

Album nhận được phản hồi tương đối tích cực từ phía các nhà phê bình âm nhạc. Scott Kerr từ Allmusic mô tả album này "cho thấy khía cạnh cảm hứng từ thể loại đồng quê-folk của cô". Robert Copsey từ Digital Spy phong tặng album này 3/5 sao và đề cao các bài hát 'Salvation', 'Alive', và 'Start Of Time' trong album.

### Doanh thu
English Rain cũng là một thành công về mặt thương mại. Album đạt đến vị trí Á quân tại Anh với 35,000 bản đã được tiêu thụ trong tuần đầu, và rơi xuống vị trí thứ 9 trong tuần lễ tiếp theo. Trên toàn cầu, album nhận được thành công vừa phải, khi đạt vị trí thứ 11 tại Ireland vào ngày 19 tháng 5; vị trí thứ 22 tại Úc vào ngày 19 tháng 5; vị trí thứ 55 và 39 lần lượt tại Bỉ và New Zealand.
Vào ngày 23 tháng 7 năm 2013, Aplin được chứng nhận đĩa Vàng tại Anh Quốc, với hơn 100,000 bản được tiêu thụ.

## Quảng bá

### Lưu diễn

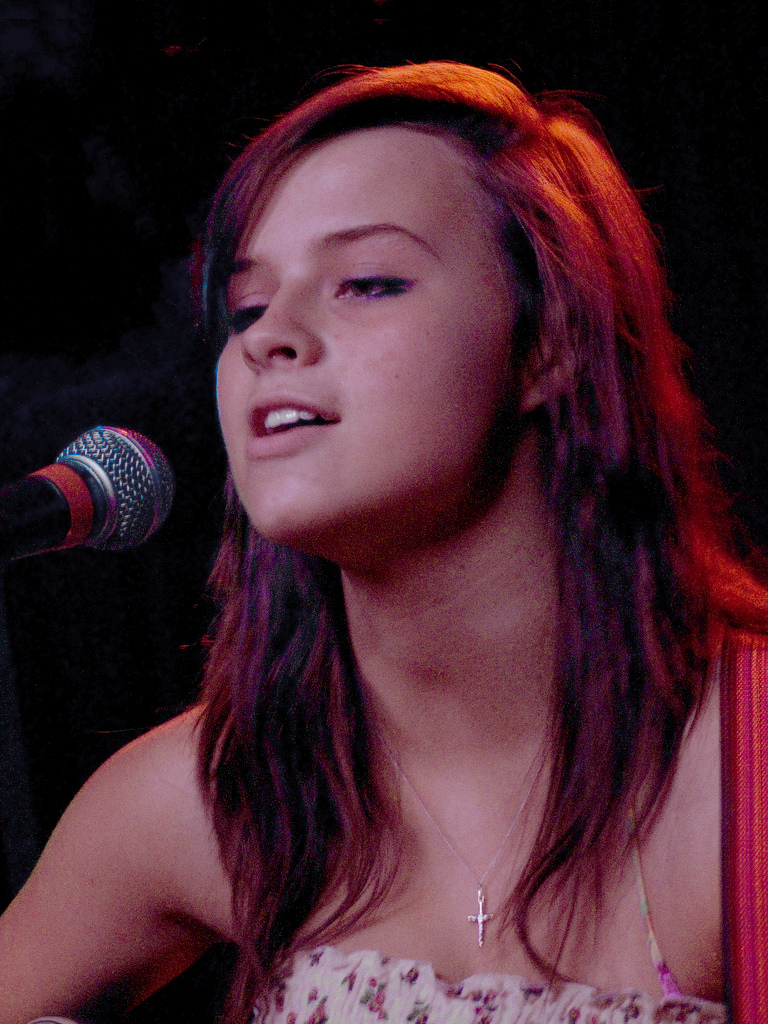
Gabrielle Aplin trình diễn tại Islington, London vào ngày 25 tháng 6 năm 2010.

Để quảng bá cho album, Aplin thực hiện hai chuyến lưu diễn. Chuyến lưu diễn đầu là một chặng nhỏ vào tháng 3 năm 2013, 2 tháng trước khi phát hành album; trong khi chuyến còn lại là một chuyến lưu diễn dài, nơi Aplin trình diễn tại nhiều nơi lớn như O2 Shepherd's Bush Empire tại London vào mùa thu năm 2013.

### Đĩa đơn
- "The Power of Love" được phát hành dưới dạng đĩa đơn đầu tiên trích từ album vào ngày 9 tháng 11 năm 2012 sau khi xuất hiện trong một đoạn quảng cáo vào mùa Giáng sinh cùng năm.[19] Bài hát đạt thành công về mặt thương mại, khi đạt ngôi đầu trên UK Singles Chart vào ngày 9 tháng 12 năm 2012.[20] Phiên bản này của Aplin sau đó đã được chứng nhận đĩa Vàng tại Anh vào ngày 11 tháng 1 năm 2013.[17]
- "Please Don't Say You Love Me" được phát hành dưới dạng đĩa đơn thứ hai vào ngày 10 tháng 2. Trong tuần lễ ngày 16 tháng 2, bài hát mở đầu tại vị trí thứ 6 trên UK Singles Chart, trở thành cú mở đầu thành công nhất của cô tại đó.
- Aplin thông báo trực tiếp trên Radio 1 Chart Show về đĩa đơn mang tên "Panic Cord", bài hát từng nằm trong đĩa mở rộng Never Fade. Bài hát được phát hành vào ngày 5 tháng 5, một tuần trước khi phát hành album và đạt đến vị trí thứ 19 trên UK Singles Chart.[21]
- "Home" trở thành đĩa đơn thứ tư của cô. Video âm nhạc cho đĩa đơn này được thực hiện từ ngày 20 tháng 5 năm 2013 và được phát hành vào ngày 9 tháng 6.[22][23] Đĩa đơn được phát hành vào ngày 14 tháng 7 và đạt đến vị trí thứ 48 tại Anh[24] "Home" từng được xuất hiện trong tập phim thứ chín của Wentworth.
- "Salvation" là đĩa đơn thứ 5 và là đĩa đơn cuối cùng của album, được phát hành vào ngày 12 tháng 1 năm 2014.[25] Video âm nhạc cho bài hát được phát hành vào ngày 3 tháng 12 năm 2013.[26]

## Danh sách bài hát
| STT | Nhan đề                        | Sáng tác                                                     | Nhà sản xuất                 | Thời lượng  |
| --- | ------------------------------ | ------------------------------------------------------------ | ---------------------------- | ----------- |
| 1.  | "Panic Cord"                   | Gabrielle Aplin, Nicholas Atkinson và Jez Ashurst            | Mike Spencer                 | 3:25        |
| 2.  | "Keep on Walking"              | Gabrielle Aplin và Nicholas Atkinson                         | Mike Spencer                 | 2:52        |
| 3.  | "Please Don't Say You Love Me" | Gabrielle Aplin và Nicholas Atkinson                         | Mike Spencer                 | 3:00        |
| 4.  | "How Do You Feel Today?"       | Gabrielle Aplin, Nicholas Atkinson và Thomas Wilding         | Mike Spencer, Tom Wilding    | 3:46        |
| 5.  | "Home"                         | Gabrielle Aplin và Nicholas Atkinson                         | Mike Spencer                 | 4:07        |
| 6.  | "Salvation"                    | Gabrielle Aplin và Joel Pott                                 | Mike Spencer                 | 4:10        |
| 7.  | "Ready to Question"            | Gabrielle Aplin, Nicholas Atkinson và Thomas Wilding         | Mike Spencer                 | 3:18        |
| 8.  | "The Power of Love"            | Peter Gill, Holly Johnson, Mark O'Toole                      | Mike Spencer, David Kosten   | 4:06        |
| 9.  | "Alive"                        | Gabrielle Aplin và Mike Spencer                              | Mike Spencer                 | 4:11        |
| 10. | "Human"                        | Gabrielle Aplin, Nicholas Atkinson và Thomas Wilding         | Mike Spencer                 | 3:26        |
| 11. | "November"                     | Gabrielle Aplin và Nicholas Atkinson                         | Mike Spencer, Luke Potashnik | 4:06        |
| 12. | "Start of Time / Take Me Away" | Gabrielle Aplin, Jim Irvin và Julian Emery / Gabrielle Aplin | Mike Spencer, Julian Emery   | 4:01 / 2:53 |

| Bài hát bổ sung trên iTunes | Bài hát bổ sung trên iTunes | Bài hát bổ sung trên iTunes | Bài hát bổ sung trên iTunes | Bài hát bổ sung trên iTunes |
| STT                         | Nhan đề                     | Sáng tác                    | Nhà sản xuất                | Thời lượng                  |
| --------------------------- | --------------------------- | --------------------------- | --------------------------- | --------------------------- |
| 13.                         | "Take Me Away"              | Gabrielle Aplin             | Mike Spencer                | 2:53                        |

| Bài hát bổ sung trong phiên bản đặc biệt | Bài hát bổ sung trong phiên bản đặc biệt     | Bài hát bổ sung trong phiên bản đặc biệt             | Bài hát bổ sung trong phiên bản đặc biệt | Bài hát bổ sung trong phiên bản đặc biệt |
| STT                                      | Nhan đề                                      | Sáng tác                                             | Nhà sản xuất                             | Thời lượng                               |
| ---------------------------------------- | -------------------------------------------- | ---------------------------------------------------- | ---------------------------------------- | ---------------------------------------- |
| 13.                                      | "Take Me Away"                               | Gabrielle Aplin                                      | Mike Spencer                             | 2:53                                     |
| 14.                                      | "Evaporate"                                  | Gabrielle Aplin và Adam Argyle                       |                                          | 3:32                                     |
| 15.                                      | "Wake Up with Me"                            | Gabrielle Aplin và Iain Archer                       |                                          | 3:26                                     |
| 16.                                      | "Alive" (RAK Session)                        | Gabrielle Aplin và Mike Spencer                      |                                          | 4:08                                     |
| 17.                                      | "Please Don't Say You Love Me" (RAK Session) | Gabrielle Aplin và Nicholas Atkinson                 |                                          | 3:00                                     |
| 18.                                      | "Home" (RAK Session)                         | Gabrielle Aplin và Nicholas Atkinson                 |                                          | 4:09                                     |
| 19.                                      | "How Do You Feel Today" (RAK Session)        | Gabrielle Aplin, Nicholas Atkinson và Thomas Wilding |                                          | 3:57                                     |

| Bài hát bổ sung trong phiên bản đặc biệt tại Nhật Bản | Bài hát bổ sung trong phiên bản đặc biệt tại Nhật Bản          | Bài hát bổ sung trong phiên bản đặc biệt tại Nhật Bản | Bài hát bổ sung trong phiên bản đặc biệt tại Nhật Bản |
| STT                                                   | Nhan đề                                                        | Sáng tác                                              | Thời lượng                                            |
| ----------------------------------------------------- | -------------------------------------------------------------- | ----------------------------------------------------- | ----------------------------------------------------- |
| 12.                                                   | "Through the Ages"                                             |                                                       | 5:01                                                  |
| 13.                                                   | "Start of Time"                                                | Gabrielle Aplin, Jim Irvin và Julian Emery            | 3:59                                                  |
| 14.                                                   | "Take Me Away"                                                 | Gabrielle Aplin                                       | 2:52                                                  |
| 15.                                                   | "Stranger Side" (Trình diễn trực tiếp tại KOKO)                |                                                       | 2:54                                                  |
| 16.                                                   | "How Do You Feel Today?" (Trình diễn trực tiếp tại KOKO)       | Gabrielle Aplin, Nicholas Atkinson và Thomas Wilding  | 3:47                                                  |
| 17.                                                   | "Go Your Own Way" (Trình diễn trực tiếp tại KOKO)              |                                                       | 3:39                                                  |
| 18.                                                   | "Please Don't Say You Love Me" (Trình diễn trực tiếp tại KOKO) | Gabrielle Aplin và Nicholas Atkinson                  | 3:19                                                  |

## Xếp hạng

### Xếp hạng tuần
| Bảng xếp hạng (2013-2014)           | Thứ hạng cao nhất |
| ----------------------------------- | ----------------- |
| Album Úc (ARIA)                     | 10                |
| Album Bỉ (Ultratop Vlaanderen)      | 55                |
| Album Bỉ (Ultratop Wallonie)        | 107               |
| Album Ireland (IRMA)                | 11                |
| Album New Zealand (RMNZ)            | 39                |
| Album Scotland (OCC)                | 2                 |
| Album Tây Ban Nha (PROMUSICAE)      | 33                |
| Album Thụy Sĩ (Schweizer Hitparade) | 95                |
| Album Anh Quốc (OCC)                | 2                 |

## Lịch sử phát hành
| Khu vực  | Ngày phát hành      | Định dạng                 | Nhãn thu âm |
| -------- | ------------------- | ------------------------- | ----------- |
| Úc       | 17 tháng 5 năm 2013 | Tải nhạc số, CD, đĩa than | Parlophone  |
| Anh Quốc | 13 tháng 5 năm 2013 | Tải nhạc số, CD, đĩa than | Parlophone  |